# Erhard Louven

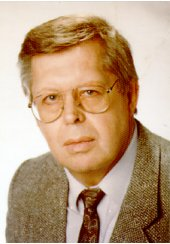
Erhard Louven

Erhard Louven (* 10. August 1938 in Kempen, Niederrhein) ist ein deutscher Wirtschaftswissenschaftler.

## Leben
Nach mehrjähriger kaufmännischer Tätigkeit in verschiedenen europäischen Unternehmen (Controlling, Export) absolvierte Louven von 1969 bis 1975 ein Studium der Wirtschaftswissenschaften und Soziologie an der Ruhr-Universität Bochum. Dort war er von 1975 bis 1981 Assistent in der Abteilung für Ostasienwissenschaften und am Institut für Entwicklungsforschung und Entwicklungspolitik. In den Jahren 1981 bis 1989 war er wissenschaftlicher Referent für den Bereich „Wirtschaft Ostasiens“ am Institut für Asienkunde in Hamburg.
Von 1989 bis 1990 dozierte er als Gastprofessor an der Heinrich-Heine-Universität Düsseldorf, ab 1991 war er dort Universitätsprofessor und Leiter des Ostasien-Instituts der Heinrich-Heine-Universität Düsseldorf. 2003 wurde Erhard Louven in den Ruhestand verabschiedet.
Louven veröffentlichte unzählige Werke zum Thema Wirtschaft Ostasiens – speziell zur Wirtschaftstransformation der Volksrepublik China, seit Mitte der 1990er Jahre auch wissenschaftliche Studien und Werke zum Thema Wirtschafts- und Kulturregion Niederrhein.
Erhard Louven lebt in Kevelaer.

## Werke
- Perspektiven der Wirtschaftsreform in China. Vistas-Verlag, Berlin 1987.
- Chinas Wirtschaft zu Beginn der 90er Jahre. Strukturen und Reformen. Hamburg 1989